# Marc Delaroche
Marc Delaroche est un joueur de football français né le 18 avril 1971 à Creil (Oise).

## Biographie
Mesurant 1,89 mètre, ce gardien de but est longtemps la doublure du poste à l'AS Monaco (12 matchs en 6 saisons), son club de formation. Après des passages à Caen et à Bordeaux, il rejoint Nîmes Olympique en Division 2, où il trouve un poste de titulaire pendant deux saisons.
Après la fin de sa carrière de footballeur, il devient entraîneur des gardiens à Créteil puis à Bastia.

## Carrière de joueur
- AS Creil
- 1984 - 1996 :  AS Monaco
- 1996 - décembre 1997 :  SM Caen
- janvier 1998 - 1999 :  Girondins de Bordeaux
- 1999 - 2002 :  Nîmes Olympique[1]

## Carrière d'entraîneur
- 2006-2008 : US Créteil-Lusitanos (entraîneur des gardiens)
- 2008-2010 : SC Bastia (entraîneur des gardiens)
- 2014-2015 : ESUPG (entraineur adjoint)

## Palmarès
- Champion de France en 1999 avec Bordeaux